# Sirsaganj
Sirsaganj è una suddivisione dell'India, classificata come municipal board, di 26.524 abitanti, situata nel distretto di Firozabad, nello stato federato dell'Uttar Pradesh. In base al numero di abitanti la città rientra nella classe III (da 20.000 a 49.999 persone).

## Geografia fisica
La città è situata a 27° 3' 0 N e 78° 42' 0 E e ha un'altitudine di 161 m s.l.m..

## Società

### Evoluzione demografica
Al censimento del 2001 la popolazione di Sirsaganj assommava a 26.524 persone, delle quali 14.013 maschi e 12.511 femmine. I bambini di età inferiore o uguale ai sei anni assommavano a 4.138, dei quali 2.208 maschi e 1.930 femmine. Infine, coloro che erano in grado di saper almeno leggere e scrivere erano 17.873, dei quali 10.075 maschi e 7.798 femmine.